# Elfriede Ramhapp
Elfriede Ramhapp (geboren am 22. August 1937 in Marz) ist eine österreichische Schauspielerin und Hörspielsprecherin.

## Leben und Werk
Sie begann ihre Karriere in Wiener Kellertheatern, war dann am Linzer Landestheater engagiert und kehrte schließlich nach Wien zurück, wo sie am Wiener Volkstheater und schließlich im Theater in der Josefstadt verpflichtet war. Sie war mehrfach in Film und Fernsehen zu sehen und spielte auch in großer Zahl Hörspiele ein. Zweimal war sie bei den Seefestspielen Mörbisch engagiert, 1958 und 1974. Sie gastierte auch bei den Burgspielen Forchtenstein, wo man bis 1983 Grillparzer spielte. 1971 war sie im Wiener Volkstheater als Julie in Molnars Liliom besetzt. Zwanzig Jahre zählte sie zum Stammpersonal des Seniorenclubs, einer monatlichen, später wöchentlichen Fernsehsendung des ORF, in welcher sie die Ehefrau vom „Herrn Ober“ – Alfred Böhm bzw. später Rudolf Buczolich – verkörperte. Einem breiten Publikum wurde sie auch mit Gastauftritten als Nelly in der Fernsehserie Ringstraßenpalais bekannt. In einer Hörspielfassung von  Schnitzlers Der Weg ins Freie, 1981 inszeniert von Klaus Gmeiner, war sie als Therese Golowski besetzt. 1987 und 1990 spielte sie beim Salzburger Straßentheater.

## Filmographie (Auswahl)
- 1965 Lumpazivagabundus
- 1969 Engelchen macht weiter – hoppe, hoppe Reiter
- 1970 Der tolle Tag
- 1973 Die merkwürdige Lebensgeschichte des Friedrich Freiherrn von der Trenck
- 1976 Kottan ermittelt, Hartlgasse 16a
- 1980–81 Ringstraßenpalais
- 1995 Der zerbrochene Krug (Fernsehfilm)

## Hörspiele (Auswahl)
- 1959: Gerd Oelschlegel: Die tödliche Lüge – Bearbeitung und Regie: Friedemann Held (Hörspiel – ORF)
- 1960: Molière: Der eingebildete Kranke (Louison) – Bearbeitung und Regie: Werner Hausmann (Hörspielbearbeitung – SR DRS/ORF/SWF)
- 1960: George Bernard Shaw: Der Teufelsschüler (Essie) – Bearbeitung und Regie: Gert Westphal (Hörspielbearbeitung – SWF/ORF/SR DRS)
- 1961: Anton Tschechow: Drei Schwestern (Natascha) – Bearbeitung und Regie: Gert Westphal (Hörspielbearbeitung – ORF/SWF/SR DRS)
- 1964: Ödön von Horváth: Italienische Nacht (Leni) – Bearbeitung und Regie: Curt Goetz-Pflug (Hörspielbearbeitung – SFB/ORF/SR)
- 1965: Arthur Schnitzler: Sterben – Bearbeitung und Regie: Klaus Gmeiner (Hörspielbearbeitung – ORF)
- 1967: Helmut Schwarz: Albinos – Regie: Helmut Schwarz (Hörspiel – ORF)
- 1967: Francis Jammes: Röslein (Lucy) – Bearbeitung und Regie: Klaus Gmeiner (Hörspielbearbeitung – ORF)
- 1967: Jean Racine: Phaedra (Ismene) – Bearbeitung und Regie: Paul Hoffmann (Hörspielbearbeitung – ORF)
- 1968: Stefan Zweig: Der verwandelte Komödiant (Hoffräulein) – Regie: Helmut Schwarz (Hörspielbearbeitung  ORF)
- 1969: Hugo von Hofmannsthal: Der Schwierige (Huberta) – Bearbeitung und Regie: Hans Krendlesberger (Hörspielbearbeitung – ORF)
- 1969: Rüdiger Hauck: Die Schnecken fressen das Gras (Ilus) – Regie: Ernst Wolfram Marboe (Hörspielbearbeitung – ORF)
- 1969: Stanisław Lem: Gast im Weltraum (Lena) – Regie: Hans Krendlesberger (Hörspielbearbeitung, Science-Fiction-Hörspiel – ORF)
- 1970: Josef Martin Bauer: Reise in die Steiermark (Fruhmannin) – Regie: Friedrich Langer (Original-Hörspiel – ORF)
- 1971: Wolfgang Palka: Rondo (Maria) – Regie: Klaus Gmeiner (Hörspiel – ORF)
- 1972: Ivan Klíma: Klara und zwei Herren – Bearbeitung und Regie: Dieter Rauch (Hörspielbearbeitung – ORF)
- 1973: Michael Scharang:	Anschlag – Regie: Nicht angegeben (Hörspiel – SDR)
- 1973: Ludwig Tieck: Des Lebens Überfluß – Bearbeitung und Regie: Hans Rochelt (Hörspielbearbeitung – ORF)
- 1974: Bertolt Brecht: Der gute Mensch von Sezuan (Frau) – Regie: Götz Fritsch (Hörspielbearbeitung – ORF)
- 1975: Dashiell Hammett: Das Haus in der Turk Street – Regie: Hans Rochelt (Hörspielbearbeitung – ORF)
- 1976: John Millington Synge: Ein wahrer Held (Honor Blake, Mädchen aus dem Dorf) – Bearbeitung und Regie: Hans Hausmann (Hörspielbearbeitung – ORF/SR DRS)
- 1977: Franz Grillparzer: Des Meeres und der Liebe Wellen (Janthe) – Regie: Hans Rochelt (Hörspielbearbeitung – ORF)
- 1978: Molière: Die Schule der Ehemänner (Lisette) – Bearbeitung und Regie: Klaus Gmeiner (Hörspielbearbeitung – ORF)
- 1979: Marie von Ebner-Eschenbach: Am Ende (Fräulein Zedwin) – Bearbeitung und Regie: Klaus Gmeiner (Hörspielbearbeitung, Kurzhörspiel – ORF/SFB)
- 1980: Silke Schwinger: Tarantella – Regie: Hans Rochelt (Hörspiel – ORF)
- 1981: Erich A. Richter: Folgen eines Hörspiels – Regie: Hans Rochelt (Originalhörspiel – ORF)
- 1982: Maxim Gorki: Kinder der Sonne (Fima) – Bearbeitung und Regie: Helmut Schwarz (Hörspielbearbeitung – ORF)
- 1983: Ivo Hirschler: Im Namen des Gesetzes: Das tut nur eine Mutter (Frau Kirisitz) – Regie: Wolf Neuber (Hörspiel – ORF)
- 1984: Helmut Stefan Milletich: Feindberührung – Regie: Hans Rochelt (Hörspiel – ORF)
- 1985: William Shakespeare: Der Liebe Lust und Leid (Jakobine) – Bearbeitung und Regie: Klaus Gmeiner (Hörspielbearbeitung – ORF)
- 1988: Johann Nestroy: Freiheit in Krähwinkel. Posse mit Gesang in zwei Abteilungen. Nach der Erstausgabe von 1849 und den Handschriften der Wiener Archive (Frau Pemperl) – Regie: Götz Fritsch (Hörspielbearbeitung – SWF/ORF)
- 1988: Arthur Schnitzler: Der grüne Kakadu. Hörspiel-Groteske (Georgette) – Bearbeitung und Regie: Klaus Gmeiner (Hörspielbearbeitung – ORF/BR/SFB)
- 1995: Walter Kappacher: Der Baukasten (Mutter) – Regie: Reinhard Prosser und  Gerda Eisendle (Hörspiel – ORF)

## Album
- 2006 Lieder, die die Mutter sang